# Discover Kasabian
Discover Kasabian è un EP digitale del gruppo musicale britannico Kasabian, reso disponibile il 25 luglio 2008 solo in alcuni paesi europei.

## Tracce
Testi di Sergio Pizzorno, musiche di Sergio Pizzorno e Christopher Karloff.
1. Empire – 3:52
2. Club Foot – 3:34
3. Reason Is Treason – 4:34
4. Butcher Blues – 4:29
5. Running Battle (Live at Brixton Academy) – 5:15